# Kullancsencephalitis
A kullancsok által terjesztett vírusos agyvelő- és agyhártyagyulladás kórokozója a Kullancsencephalitis vírus, a Flaviviridae víruscsalád tagja. Más besorolás szerint az arbovírusok közé tartozik (arthropod-borne, azaz ízeltlábú hordozón keresztül fertőző). A vírus a központi idegrendszert támadja, tehát az agyat (encephalitis), vagy az agyhártyát (meningitis), vagy mindkettőt (meningoencephalitis).

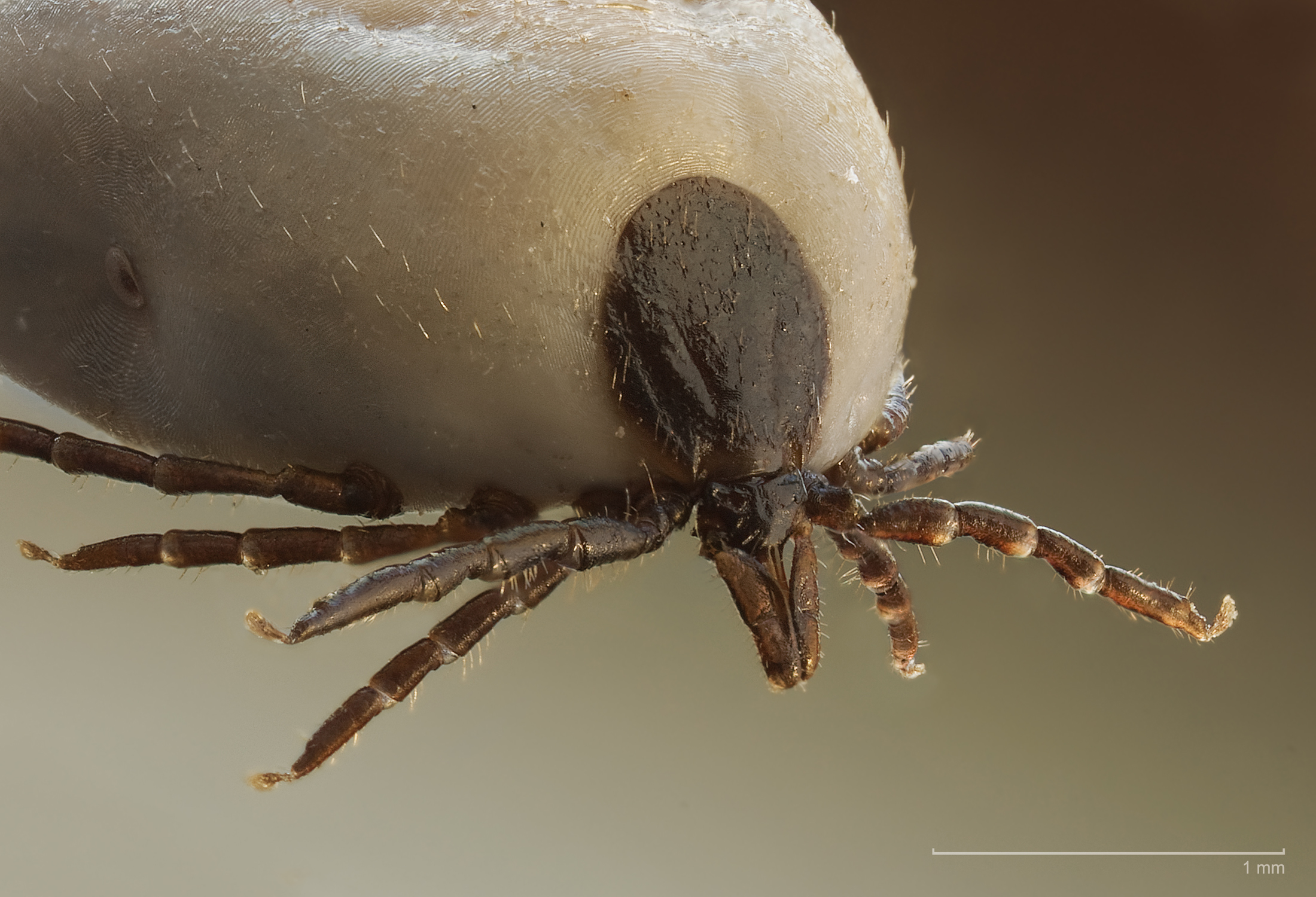

## Terjedése és tünetei
Az Ixodes ricinus (vöröshasú vagy közönséges kullancs) vesz részt terjesztésében és a Lyme-kór mellett Magyarországon a legfontosabb ízeltlábú hordozó által terjesztett betegség. Előfordulhat még pasztörizálatlan tej által okozott járvány is. Az elpusztult hordozók tetemén, fertőzött állatok ürülékén keresztül is fertőzhet. Az esetek harmadánál okozhat bénulásos tüneteket, az esetek tíz százalékánál maradandó bénulás lép fel. Halálozási rátája azonban szerencsére nem jelentős (1-2%). Az első tünetek influenzaszerűek, azaz láz, végtagfájdalom, majd 1-3 nap tünetmentesség után láz, szédülés, hányás lép fel. A második fázisban a vírus bejut a központi idegrendszerbe és ott okoz gyulladást, ezért járhat későbbi bénulással a betegség. A másodlagos tünetek fellépésekor az orvosok főleg tüneti kezeléssel tudnak segíteni, a komoly szövődmények elkerüléséhez fontos már a kullancscsípést követően orvoshoz fordulni.

## Járványtana
Magyarországon a védőoltás 1991 óta bárki számára térítés ellenében hozzáférhető, a veszélyeztetett dolgozók pedig ingyen megkapják a védőoltást. Ennek köszönhetően a fertőzések száma csökken. Feltehetően a globális felmelegedés hozománya azonban a betegség nagyarányú terjedése Európa-szerte olyan országokban, ahol nem fordult elő korábban. A magyarországi helyzetképről az OEK honlapján, más országokról a CDC (Centers for Disease Control and Prevention) honlapján érdemes tájékozódni.